# Scalidognathus oreophilus
Espèce
Synonymes
- Scalidognathus oreophila Simon, 1892

Scalidognathus oreophilus est une espèce d'araignées mygalomorphes de la famille des Idiopidae.

## Distribution
Cette espèce est endémique du Sri Lanka.

## Publication originale
- Simon, 1892 : Histoire naturelle des araignées. Paris, vol. 1, p. 1-256 (texte intégral).